# Provincia de Bajo Uele
Bajo Uele es una de las veintiséis provincias en que la República Democrática del Congo fue dividida de acuerdo con la Constitución de 2005. Según esta norma, las nuevas provincias comenzarían a operar 36 meses después de instaladas las nuevas autoridades. Su capital es la ciudad de Buta.

## Historia
De 1966 a 2015, Bas-Uele fue administrado como un distrito de la provincia Oriental.

## Administración
Bajo Uele se encuentra en el noreste de la República Democrática del Congo en el río Uele. La provincia incluye los siguientes territorios:
- Aketi
- Ango
- Bambesa
- Bondo
- Buta
- Poko